# Station Hardinxveld-Giessendam (1957)
Station Hardinxveld-Giessendam (telegrafische code: gnd), tot 1927 Station Giessendam-Oudekerk en daarna tot 1957 Station Giessendam-Neder Hardinxveld, is het station van de Nederlandse gemeente Hardinxveld-Giessendam. Het ligt aan het traject MerwedeLingelijn, het westelijke deel van de Betuwelijn.

## Geschiedenis
Sinds 1885 bevindt zich op deze plek een stationsgebouw. Aanvankelijk, toen Hardinxveld-Giessendam nog uit twee afzonderlijke dorpen bestond (Hardinxveld en Giessendam), was dit de halte Giessendam-Oudekerk en bevond zich op deze plaats een klein houten gebouwtje. Ruim twee kilometer naar het oosten stond sinds 16 juli 1885 het eigenlijke station Hardinxveld-Giessendam, een statig stationsgebouw met min of meer dezelfde stijl als het oude station Sliedrecht, dat nu een restaurant is. Dit werd echter maar weinig gebruikt, omdat het ver buiten de twee feitelijke dorpskernen lag (Giessendam - Neder-Hardinxveld en Boven-Hardinxveld). Toen dat afgelegen station werd gesloten, werd op diezelfde dag het station Giessendam-Oudekerk omgedoopt tot station Giessendam-Neder Hardinxveld. Het armetierige gebouwtje werd als gevolg van oorlogsschade gesloopt in 1945.
Op 2 juni 1957, kort na de vorming van de gemeente Hardinxveld-Giessendam, werd deze halte definitief Hardinxveld-Giessendam genoemd. Het jaar daarop werd een nieuw stationsgebouw geplaatst, met loketten en een wachtruimte. 
In 2004 werden de loketten en de wachtruimte gesloten. Voor treinkaartjes moest men zich voortaan tot een automaat wenden, en op de trein wachten kon enkel nog buiten het gebouw. Het stationsgebouw viel daarop ten prooi aan verwaarlozing en vandalisme, tot het in 2006 werd verhuurd aan een horecaondernemer. Deze opende er in 2007 een snackbar en een restaurant.

## Voorzieningen
Op perron 1 bevindt zich een kaartautomaat. Vanaf spoor 1 vertrekken de treinen richting Gorinchem en Geldermalsen. Vanaf spoor 2 vertrekken de treinen richting Dordrecht. Naar beide kanten vertrekken de treinen overdag 4 keer per uur. 's Avonds vertrekken de treinen 2 keer per uur. De treinen kruisen elkaar op station Boven Hardinxveld. Spoor 2 had tot 2002 een oud en laag perron, maar is inmiddels volledig gerenoveerd. Er zijn enkele abri's, bankjes en een informatiezuil aanwezig.
De bij het station gelegen overweg is ook gesloten als een trein stil staat bij het perron
Aan de Stationsstraat is parkeergelegenheid, ook bevindt er zich een bushalte waar bussen naar Giessenburg en Boven-Hardinxveld stoppen.

## Bediening
Het station wordt in de dienstregeling 2025 door de volgende treinseries bediend:
| Serie | Treinsoort        | Route                                                         | Bijzonderheden                                                           |
| ----- | ----------------- | ------------------------------------------------------------- | ------------------------------------------------------------------------ |
| 7100  | Stoptrein (Qbuzz) | Dordrecht – Hardinxveld-Giessendam – Gorinchem                | Rijdt onder de formule van R-net. Stopt niet in Hardinxveld Blauwe Zoom. |
| 7200  | Stoptrein (Qbuzz) | Dordrecht – Hardinxveld-Giessendam – Gorinchem – Geldermalsen | Rijdt onder de formule van R-net.                                        |

## Afbeeldingen

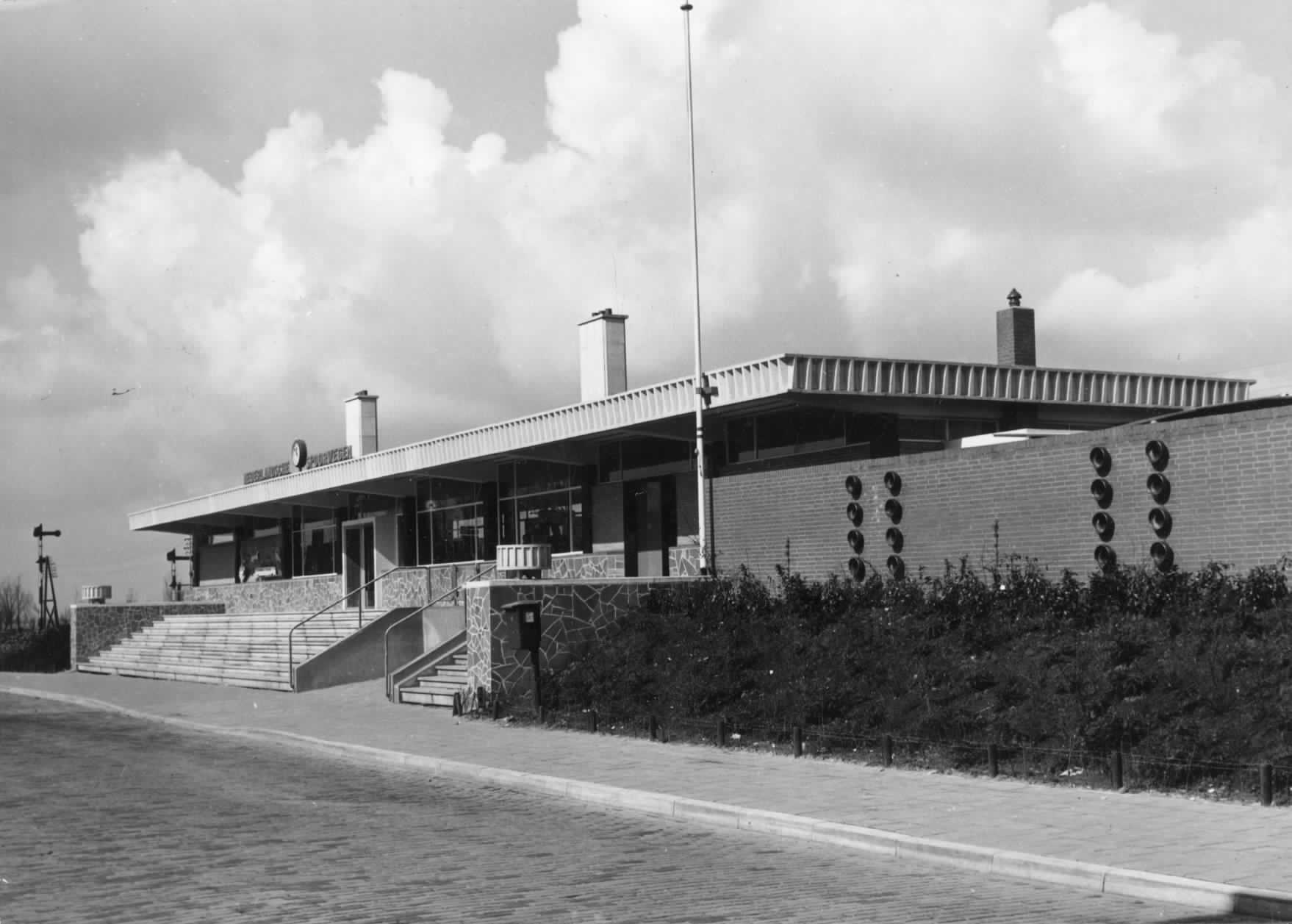
Het station in maart 1959
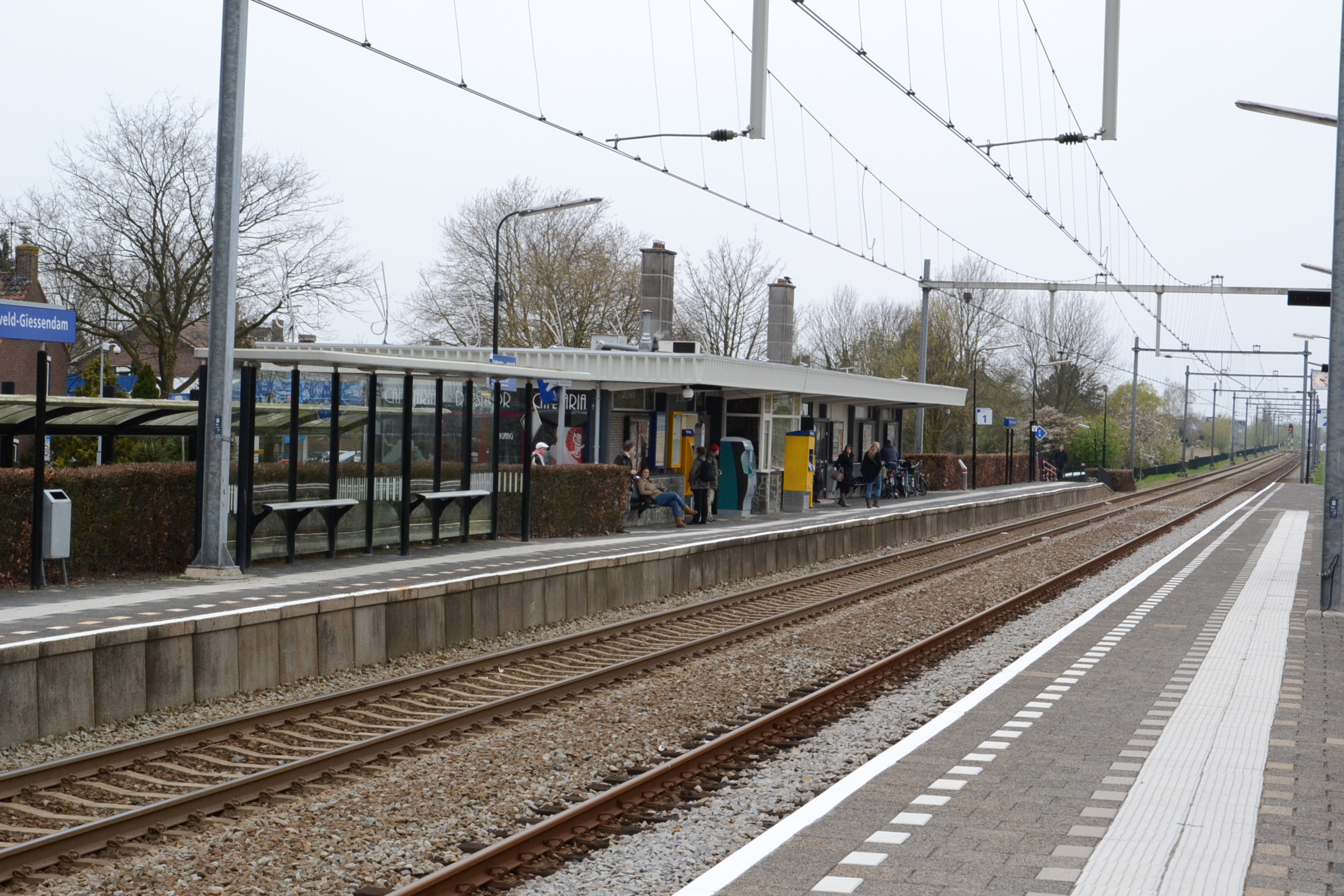
Het perron bij het stationsgebouw
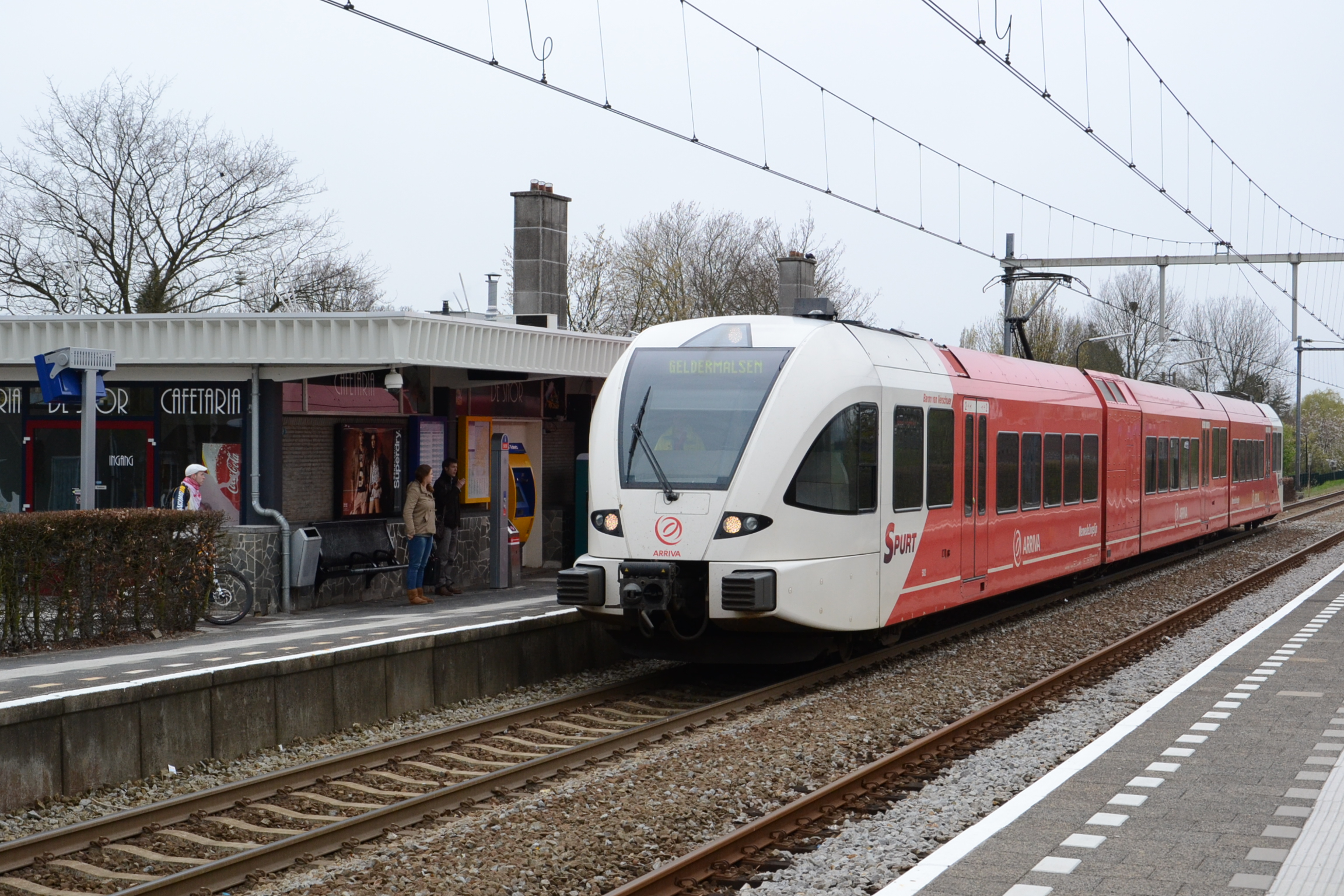
Een binnenkomende Spurt
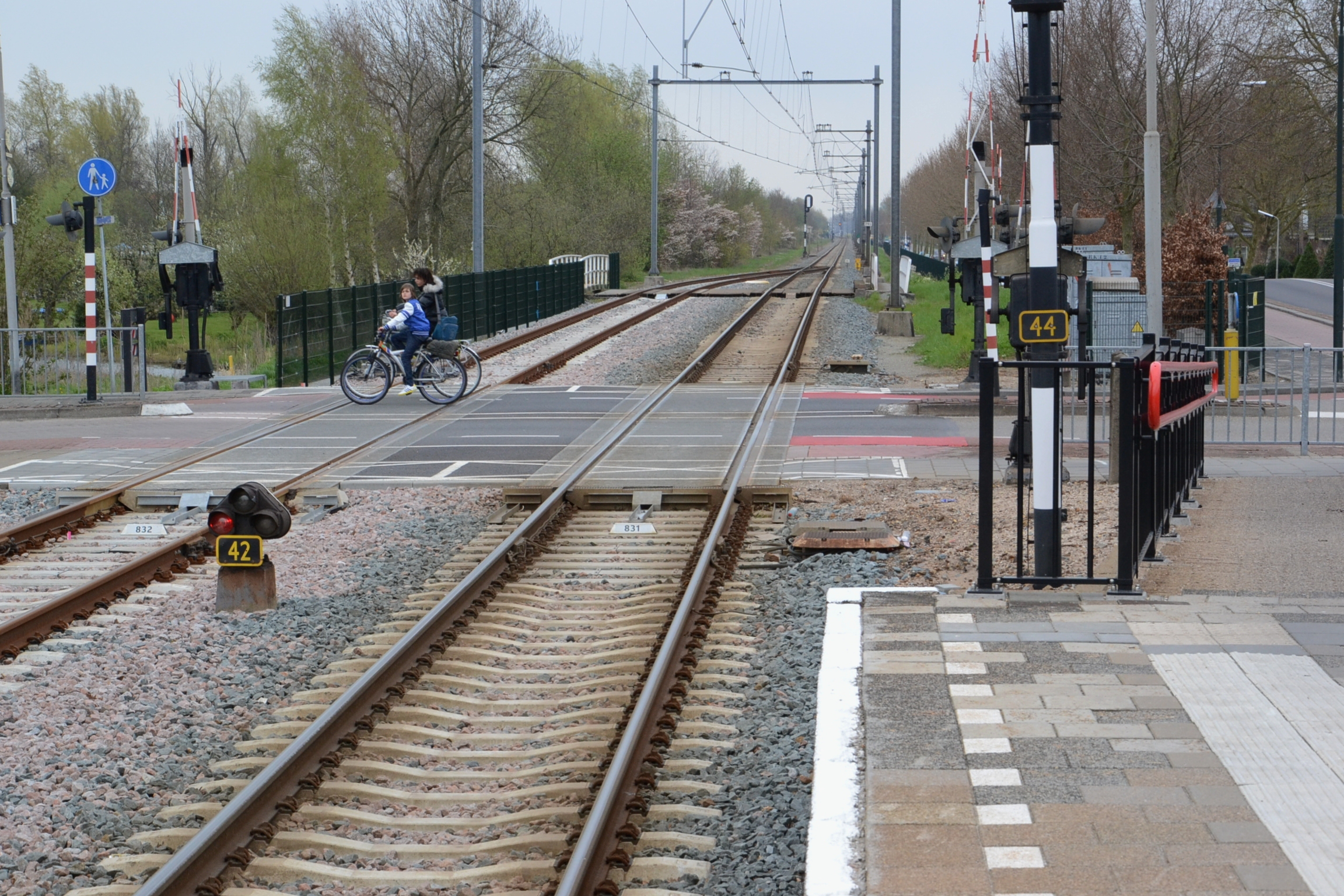
De overweg
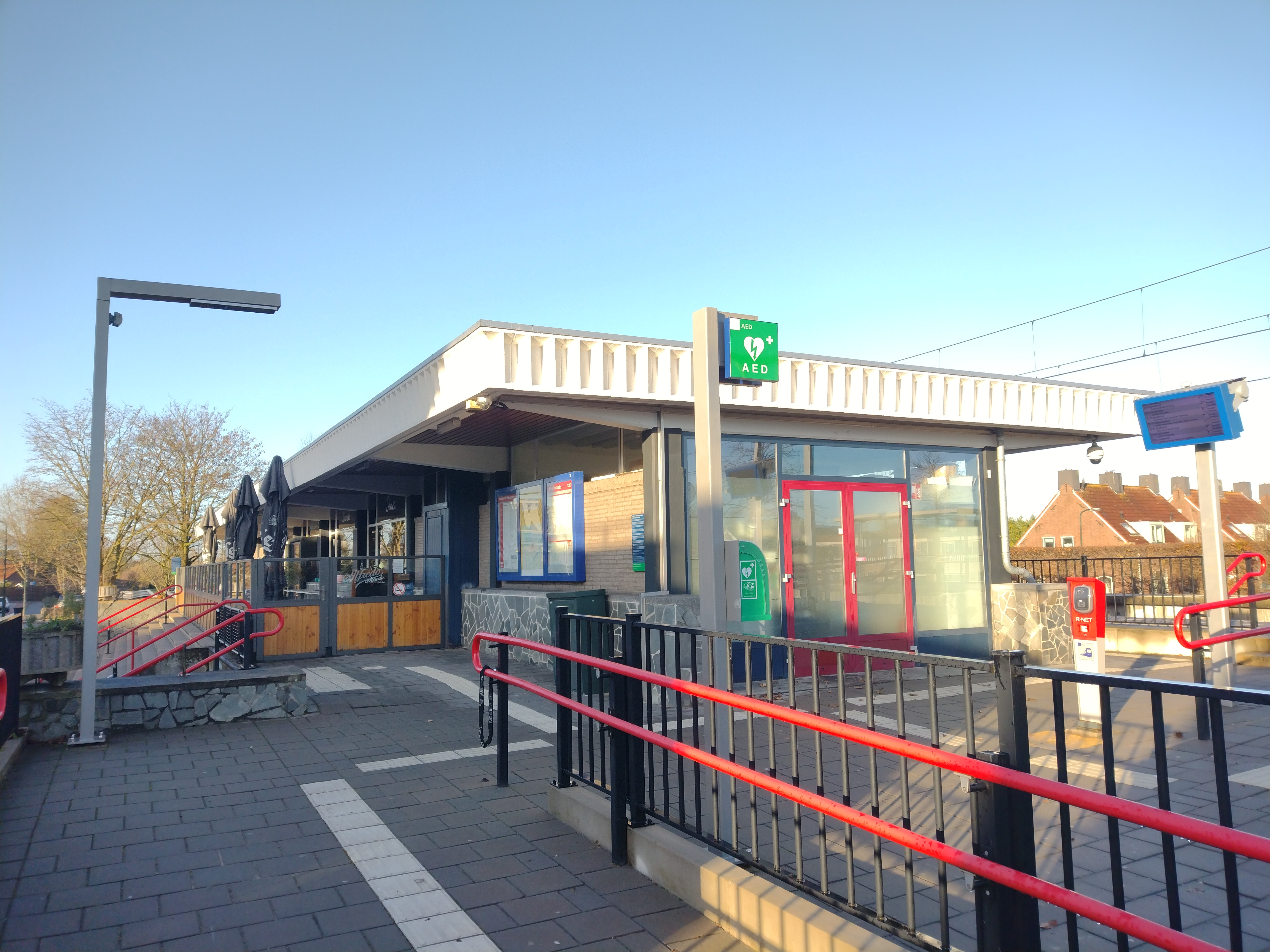
Het station in 2024
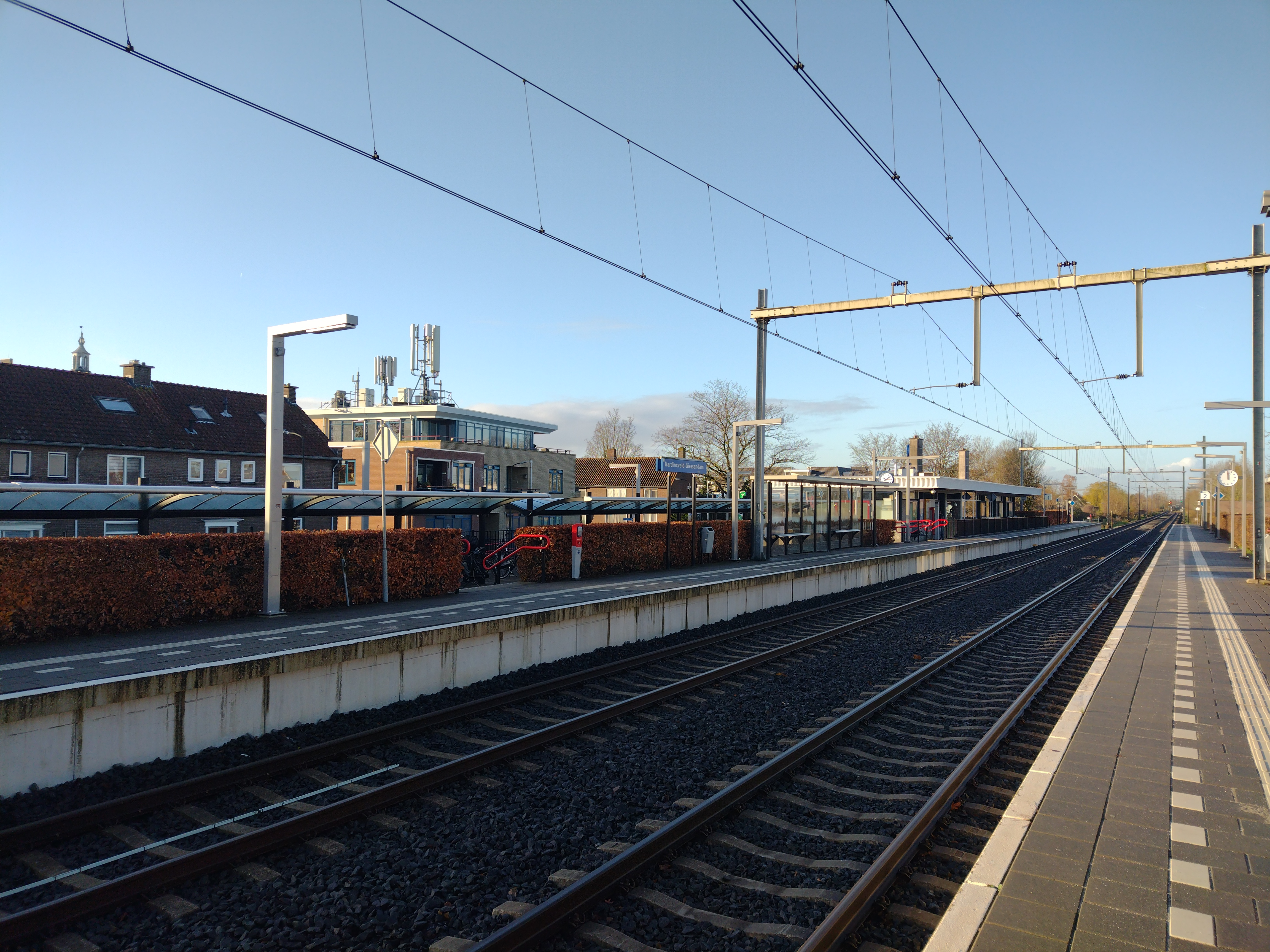
De perrons
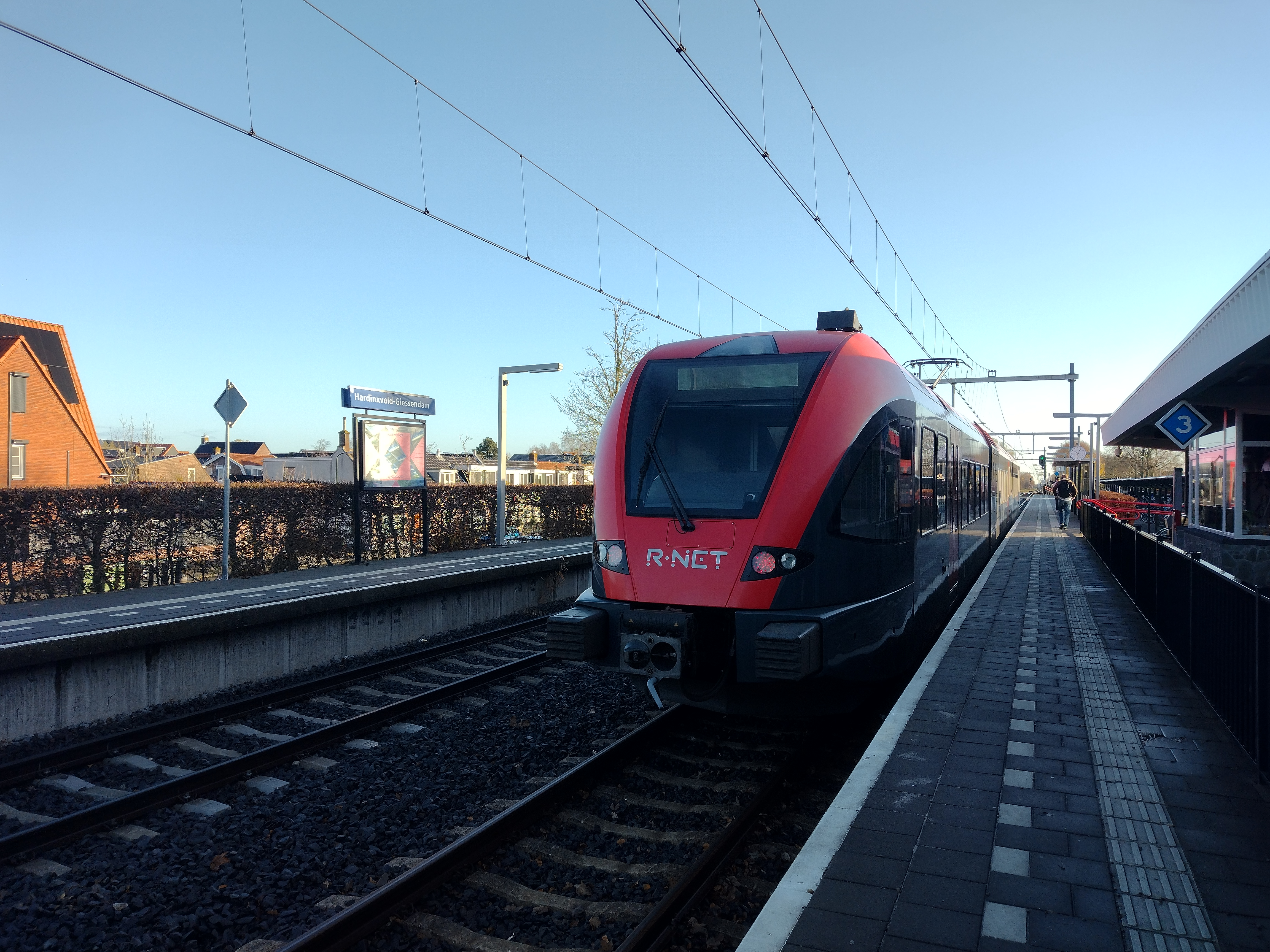
GTW van R-NET op het station

0: Elst ·
1: Vork ·
6: Valburg ·
11: Zetten-Andelst ·
15: Hemmen-Dodewaard ·
17: Opheusden ·
21: Kesteren ·
25: Schaapsteeg ·
27: Echteld ·
33: Tiel ·
35: Tiel Passewaaij ·
37: Wadenoijen ·
41: Utrechtsche Straatweg ·
45: Geldermalsen ·
51: Beesd ·
55: Rhenoy ·
58: Leerdam ·
66: Arkel ·
Gorinchem Noord ·
71: Gorinchem ·
73: Schelluinen ·
75: Giessen-Nieuwkerk ·
77: Boven Hardinxveld ·
78: Hardinxveld-Giessendam (1885) ·
79: Hardinxveld-Giessendam (1957) ·
80: Gasfabriek ·
Hardinxveld Blauwe Zoom ·
84: Sliedrecht ·
87: Sliedrecht Baanhoek ·
90: 't Visschertje ·
91: Dordrecht Stadspolders ·
94: Dordrecht
Alphen a/d Rijn ·
Arkel · 
Barendrecht · 
Bodegraven · 
Boskoop · 
-Snijdelwijk · 
Boven Hardinxveld · 
Capelle Schollevaar · 
De Vink · 
Delft · 
-Campus · 
Den Haag:
-Centraal · 
-HS ·
-Laan van NOI · 
-Mariahoeve · 
-Moerwijk · 
-Ypenburg · 
Dordrecht · 
-Stadspolders ·
-Zuid ·
Gorinchem · 
Gouda · 
-Goverwelle · 
Hardinxveld:
-Blauwe Zoom · 
-Giessendam · 
Hillegom · 
Lansingerland-Zoetermeer · 
Leiden:
-Centraal · 
-Lammenschans · 
Nieuwerkerk a/d IJssel · 
Rijswijk · 
Rotterdam:
-Alexander · 
-Blaak · 
-Centraal · 
-Lombardijen · 
-Noord · 
-Stadion · 
-Zuid · 
Sassenheim · 
Schiedam Centrum · 
Sliedrecht · 
-Baanhoek · 
Voorburg · 
Voorhout · 
Voorschoten ·
Waddinxveen · 
-Noord ·
-Triangel ·
Zoetermeer · 
-Oost · 
Zwijndrecht
Geplande stations:
Gorinchem Noord · Hazerswoude-Koudekerk · Schiedam Kethel
Voormalige stations: zie de lijst van voormalige spoorwegstations in Zuid-Holland